# داگمار ریورا
داگمار ریورا (زاده ۲۴ مارس ۱۹۵۵)، که بیشتر با نام داگمار شناخته می‌شود، مجری، بازیگر و خواننده تلویزیون پورتوریکویی است. داگمار ریورا در بروکلین، نیویورک به دنیا آمد و در دورادو، پورتوریکو بزرگ شد. او کار خود را به عنوان یک خواننده جوان در سال ۱۹۷۶ آغاز کرد.